# Le Gardien d'Israël
Le Gardien d'Israël est le 51e roman de la série SAS, écrit par Gérard de Villiers et publié en 1978 dans la collection Plon (Presses de la Cité). Comme tous les SAS parus au cours des années 1970, le roman a été édité lors de sa publication en France à 100 000 exemplaires.
L'action se déroule courant 1978, essentiellement en Israël et aux États-Unis (New York). Malko Linge est chargé de découvrir si un général israélien est, ou non, une « taupe » soviétique.

## Personnages principaux

### Américains et alliés
- Malko Linge : héros du roman, Autrichien, agent contractuel de la CIA.
- Chris Jones et Milton Brabeck : agents spéciaux de la CIA.
- Peter Youngblood : chef de l'antenne de la CIA à Tel Haviv.
- Waouahdi Tafik : agent contractuel de la CIA en Israël.

### Israéliens
- Zwi Halpern : général israélien.
- Ruth Hanevim : 35 ans, maîtresse du général Zwi Halpern, veuve d'un rabin (elle se rase le crâne en signe de deuil).
- David Cohen : haut responsable du Shin Bet.

### Palestiniens
- Abou Djihad : militant palestinien.
- Hussein El Koutab : militant palestinien.

### Autres personnages
- Elias Zoukas : évêque de l'église grecque orthodoxe.
- Père Anton : prêtre de l'église orthodoxe russe.
- Gregory Skripov : colonel du KGB.
- Valentina Sevchenko : hôtesse de l'air chez Aeroflot, maîtresse de Gregory Skripov.
- Ladislava Kharkov : agent du KGB en Israël.
- Jennifer Worth : militante américaine pro-palestinienne.

## Résumé

### Début du roman
Le roman commence par une relation qu'a le colonel du KGB Gregory Skripov avec Valentina. Celle-ci est chargée de le surveiller. Or Skripov a décidé de passer à l'Ouest. Pour échapper à la surveillance de Valentina, il étrangle la jeune femme et s'enfuit. Il est néanmoins rattrapé par des agents du KGB et grièvement blessé. Avant de mourir, il a le temps de révéler à son agent traitant de la CIA que le KGB dispose d'un agent au plus haut niveau de l'armée israélienne. Il s'agirait du général Zwi Halpern qui, selon Skripov, renseigne depuis plusieurs années le KGB sur les plans israéliens (chapitre 1er).

### Aventures
Malko est donc envoyé en Israël pour tenter de vérifier si cette information est véridique ou s'il s'agit d'une « intox ». Peter Youngblood, le chef de l'antenne de la CIA à Tel Aviv, lui donne des informations sur le contexte politique et sur sa mission intitulée Go-Sundance (chapitre 2).
Sans pouvoir rien dire au Mossad ni au Shin Bet qui le surveillent, il commence son enquête, qui le mène vers la maîtresse du général, Ruth Hanevim. Il a une relation sexuelle avec Ruth, puis le lendemain avec une jeune israélienne, Yael (chapitre 3).
Malko et Waouahdi Tafik (agent contractuel de la CIA en Israël) suivent Ruth, y compris au Mur des Lamentations (chapitre 4).
Malko découvre que Ruth est en lien avec Elias Zoukas, évêque de l'église grecque orthodoxe (chapitre 5). Il suit Ruth et est attaqué par des Palestiniens ; il ne doit d'être sauvé que grâce à l'intervention d'un soldat israélien qui est tué (chapitre 6).
Après avoir subi une tentative d'assassinat par des tueurs palestiniens alors qu'il se rend à un rendez-vous avec Ruth Hanevim, la CIA lui envoie Milton Brabeck et Chris Jones. Une jeune femme qui aide Malko, Jennifer Worth, est enlevée, violée par un chien puis égorgée (chapitres 7 à 12).
En suivant Ruth, Malko a récupéré un petit objet qu'elle a laissé tombé. Il s'agit d'un quartz préréglé à micro-ondes. C'est un composant d'un émetteur radio (chapitre 13). Cet appareil permet d'émettre des messages mais est facilement repérable, sauf s'il s'agit d'ondes pointées sur un satellite. Malko rencontre de nouveau Elie Cohen et lui révèle ce qu'il pense de la trahison de Zwi Halpern en lien avec Ruth, et sur la transmission d'informations aux Soviétiques. C'est la trahison de Halpern qui aurait permis le semi-échec de l'opération Litani (chapitre 14). Malko demande à Elie Cohen que Ruth ne soit pas arrêtée, il propose que dès qu'il aura résolu l'affaire, toutes les infos soient données au Shin Beth (chapitre 15).
Un agent du KGB tente de tuer Malko lors d'une rencontre que Malko doit avoir avec le père Anton. Malko reçoit deux balles tirées d'un pistolet avec silencieux. Mais Malko ressort vivant de l'attaque : c'est son portefeuille qui a arrêté les deux balles. Le traître est rapidement découvert : il s'agit du serviteur du père Anton. Torturé par Anton, il révèle que c'est Ladislava Kharkov, agent du KGB, qui l'a soudoyé (chapitres 16 et 17).
Le Shin Beth apprend à Malko que Hussein El Koutab va venir en Israël pour aider le général Halpern à transmettre les informations aux Soviétiques. Hussein El Koutab rencontre Abou Djihad. Suivi par le Shin Beth, il rompt la filature. Comme l'avait prévu Malko, Ruth sollicite une demi-journée de congé, ce qui est le signe que l'opération de transmission est imminente (chapitre 18).

### Fin du roman
Ruth Hanevim est interceptée par Malko avec le matériel de transmission. Son amant lui avait promis que des milliers d'Hassidim géorgiens pourraient émigrer en Israël. Afin d'éviter qu'elle ne soit condamnée à une lourde peine de prison et que Halpern soit condamné pour haute-trahison, Malko lui propose de remettre les coordonnées du satellite à son amant. Toutefois les coordonnées sont fausses : le satellite ne recevra jamais les données (chapitre 19).
Halpern lance l'émission des données. Évidemment elle échoue. Abou Djihad et Halpern sont tués par le Shin Beth et leur mort est présentée comme un attentat des Palestiniens contre un général israélien. Des obsèques nationales sont célébrées en l'honneur de Halpern. La dernière phrase du roman est une citation du premier ministre Menahem Begin qui évoque la Bible : Le Gardien d'Israël jamais ne sommeille ni ne dort... (chapitre 20).

## Autour du roman
- Le titre, qui est d'ailleurs la dernière phrase du roman, fait référence au psaume 121, verset 4, de la Bible.
- Le roman fait référence à deux reprises aux aventures du roman Naufrage aux Seychelles, paru la même année, au cours desquelles Malko avait, en état de légitime défense, grièvement blessé Zamir, une femme officier du Mossad (chapitre II, page 29).
- Autre femme au crâne rasé : Birgitta, dans L'Homme de Kabul (SAS n°25 - 1972).
- Une référence est faite à Israël Beer (en), mort en prison (chapitre 19).